# 康士坦丝·雅布伦斯基
康士坦絲·雅布倫斯基（法语：Constance Jablonski；1991年4月17日—），生于法国里尔，当今法国超级名模，雅诗兰黛首席代言人（2010～）。

## 簡介

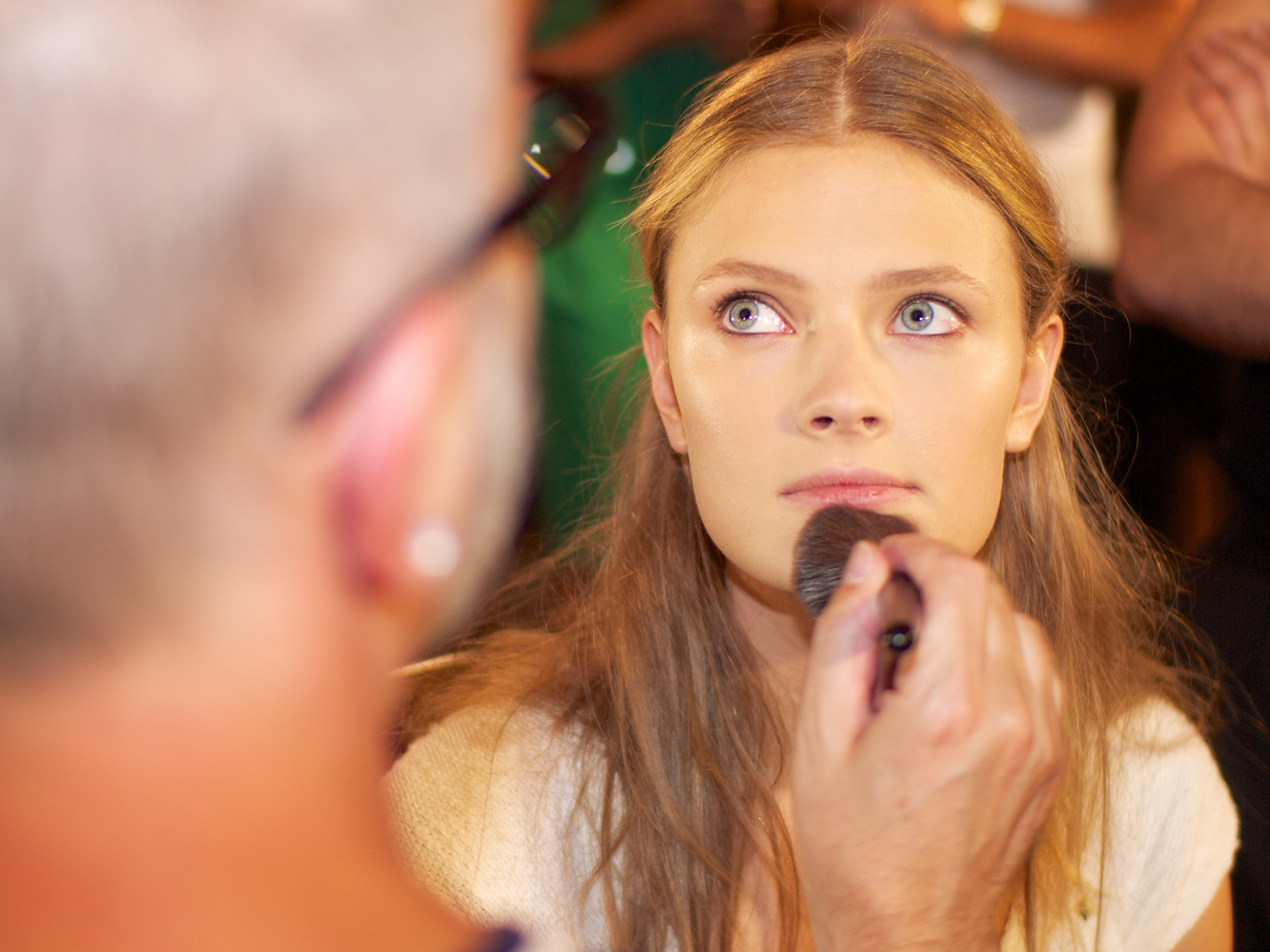

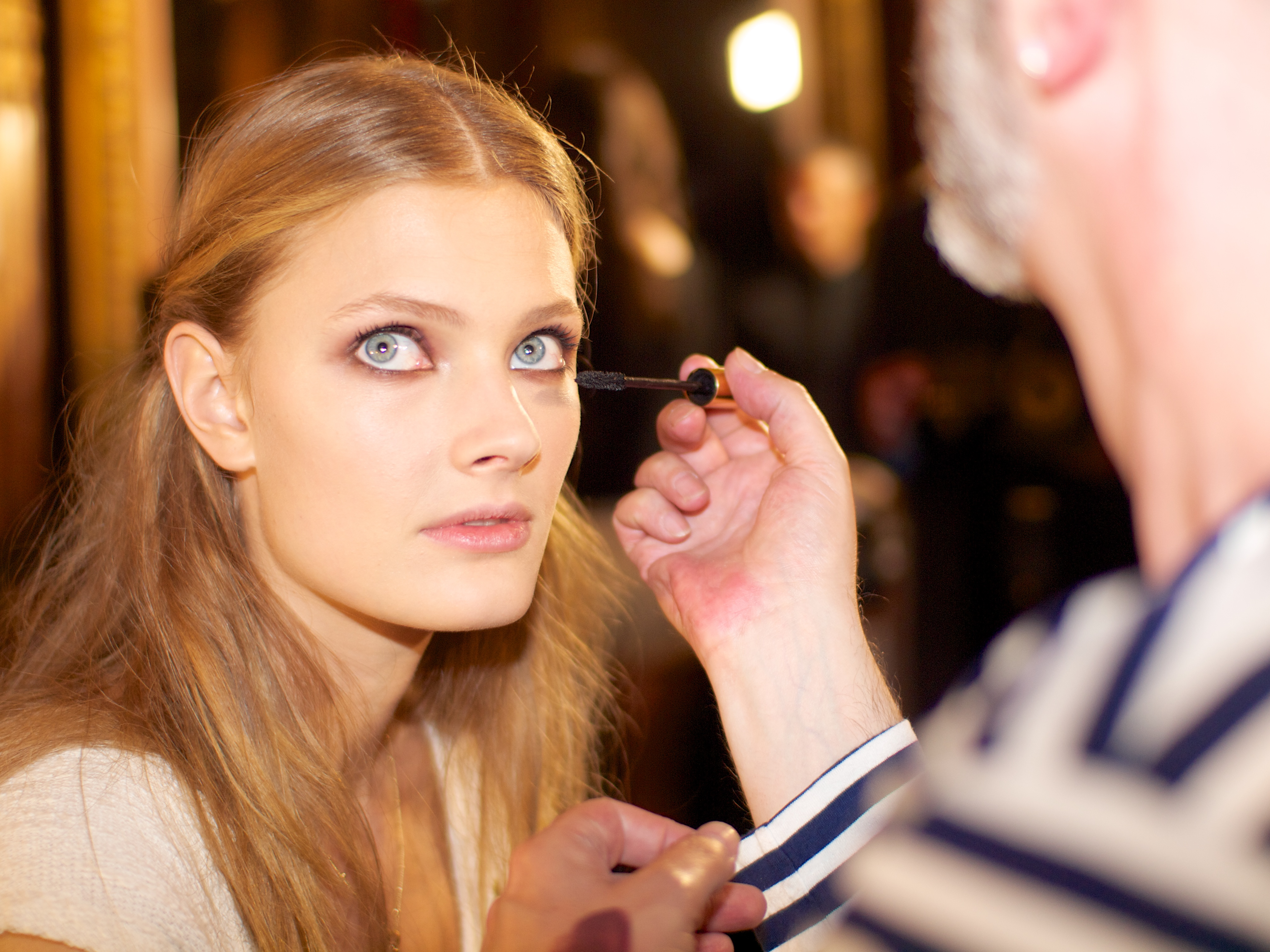

據Vogue雜誌稱，她自小的夢想是成為職業網球員，但陰錯陽差下兄長把她的履歷寄給了模特兒公司。在2006年參加法國Elite模特兒新秀大賽並獲得冠軍，同年即簽下Elite模特兒經紀公司。但最後她還是選擇了學業，兩年後即2008年，她簽下紐約Marilyn模特兒經紀公司並正式開始其職業生涯。在2009紐約春夏時裝周上，她為BCBG Max Azria、Diane Von Furstenberg、Donna Karan、Matthew Williamson及Marchesa等品牌走秀一嗚驚人。接下來在米蘭時裝周上為Blumarine旗下品牌Blugirl擔任開閉場模特兒。巴黎時裝周上也為Dries Van Noten、Lanvin、Louis Vuitton、Nina Ricci及Vivienne Westwood等一線品牌走秀，恬靜的氣質令人印象深刻。時裝周結束後便旋即與Steven Meisel等大師級攝影師拍攝大片，並登上了Marie Claire、Numéro、Vogue等世界頂級雜誌內頁以及封面。 
在2010年，她同時間與同公司的劉雯被頂級奢侈化妝品牌雅詩蘭黛簽下成為代言人，成為該品牌的第一位法國模特兒代言人，同年亦開始為著名內衣品牌維多利亞的秘密走秀。她先後為Sonia Rykiel、Dolce & Gabbana、Bally、Hermès等品牌代言。
在權威模特兒網站models.com的Top 50模特兒排行榜上，更一度最高排行第六。截至2013年1月，她的現時排名為第八位。2013年伊始，由於跟Marilyn模特兒經紀公司發生糾紛，因而過檔到DNA模特兒經紀公司。